# Zaprzysiężeni
Zaprzysiężeni (ang. Blue Bloods) – amerykański serial telewizyjny emitowany przez stację CBS, którego akcja dzieje się w Nowym Jorku. Serial jest emitowany od 24 września 2010 roku. Stacja CBS ogłosiła 27 marca 2013 zamówienie 4 sezonu Zaprzysiężeni. W USA emitowany na kanale CBS w piątkowe wieczory.
W Polsce pierwszy sezon był emitowany na kanale Universal Channel od 27 stycznia 2011 do 23 czerwca 2011. Sezon drugi emitowany był na kanale 13th Street Universal od 17 stycznia 2012  do 15 czerwca 2012 roku W roku kolejnym emitowany był 3 sezon Zaprzysiężonych.

## Fabuła
Serial opowiada historię rodziny z wieloletnimi tradycjami w służbach mundurowych Nowego Jorku. Frank Reagan (Tom Selleck) jest szefem policji tego miasta. Tę pracę wykonywał także kiedyś jego ojciec Henry (Len Cariou). Obaj synowie Franka także pracują w policji. Starszy Danny (Donnie Wahlberg) jest detektywem, który działa często na granicy prawa, a młodszy Jamie (Will Estes) dopiero zaczyna pracę w służbach mundurowych. Natomiast Erin (Bridget Moynahan), córka Franka, pracuje w biurze prokuratora. Trzeci syn Franka Reagana Joe również był policjantem, niestety zginął na służbie.

## Postacie
- Frank Reagan (Tom Selleck) – komisarz policji Nowego Jorku.
- Danny Reagan (Donnie Wahlberg) – detektyw policji, na jego poczynaniach oparty jest główny wątek serialu.
- Erin Reagan-Boyle (Bridget Moynahan) – jest prokuratorem w Nowym Jorku.
- Jamie Reagan (Will Estes) – najmłodszy syn Franka, miał być prawnikiem, ale po śmierci brata wstąpił do policji.
- Henry Reagan (Len Cariou) – ojciec Franka, były szef policji, pozytywna postać w serialu, zawsze służy dobrą radą młodszemu pokoleniu w rodzinie.
- Jackie Curatola (Jennifer Esposito) – partnerka Danny'ego Reagana.
- Linda Reagan (Amy Carlson) – żona Danny'ego.
- Maria Baez (Marisa Ramirez) – detektyw, od marca 2013 partnerka Danny'ego
- Nicky Reagan-Boyle (Sami Gayle) – córka Erin
- Eddie Janko-Reagan (Vanessa Ray) – partnerka Jamiego

### Drugoplanowe
- Frank Russo (Bruce Altman)
- Abigail Baker (Abigail Hawk) – detektyw
- Garrett Moore (Gregory Jbara)
- Sydney Davenport (Dylan Moore)
- Carter Poole (David Ramsey)
- Kelly Davidson (Andrea Roth)
- Sean Reagan (Andrew Terraciano)
- Jack Reagan (Tony Terraciano) – syn Danny'ego
- Sue Connors (Noelle Beck)
- Sid Gormley (Robert Clohessy)
- Jack Boyle (Peter Herman) prawnik były mąż Erin
- Vinny Cruz (Sebastian Sozzi) – partner Jamiego
- Kate Lansing (Megan Ketch) – partnerka Danny'ego, detektyw
- Candice McElroy (Megan Boone) – detektyw partnerka w lutym 2013 roku Danny'ego
- Catherine Farrell (Leslie Hope) – dziennikarka śledcza[4]
- Abetemarco (Steve Schirripa) – asystent prokuratora okręgowego[5]

## Spis odcinków
| Sezon | Sezon | Odcinki | Oryginalna emisja | Oryginalna emisja | Oryginalna emisja | Oryginalna emisja | Oryginalna emisja |
| Sezon | Sezon | Odcinki | Premiera sezonu   | Finał sezonu      | Premiera sezonu   | Finał sezonu      |                   |
| ----- | ----- | ------- | ----------------- | ----------------- | ----------------- | ----------------- | ----------------- |
|       | 1     | 22      | 24 września 2010] | 13 maja 2011      | 27 stycznia 2011  | 23 czerwca 2011   |                   |
|       | 2     | 22      | 23 września 2011  | 11 maja 2012      | 17 stycznia 2012  | 15 czerwca 2012   |                   |
|       | 3     | 23      | 28 września 2012  | 10 maja 2013      | 15 stycznia 2013  | 10 września 2013  |                   |
|       | 4     | 22      | 27 września 2013  | 9 maja 2014       | 9 stycznia 2014   | 12 czerwca 2014   |                   |
|       | 5     | 22      | 26 września 2014  | 1 maja 2015       | 13 stycznia 2015  | 9 czerwca 2015    |                   |
|       | 6     | 22      | 25 września 2015  | 6 maja 2016       | 16 czerwca 2016   | 25 sierpnia 2016  |                   |
|       | 7     | 24      | 23 września 2016  | 5 maja 2017       | 2 marca 2017      | 29 czerwca 2017   |                   |
|       | 8     | 22      | 29 września 2017  | 11 maja 2018      | 23 marca 2018     | 27 lipca 2018     |                   |
|       | 9     | 22      | 28 września 2018  | 10 maja 2019      | 17 stycznia 2019  | 13 czerwca 2019   |                   |
|       | 10    | 19      | 27 września 2019  | 1 maja 2020       | 23 stycznia 2020  | 28 maja 2020      |                   |